# Kushima
Kushima (串間市 -shi) é uma cidade japonesa localizada na província de Miyazaki.
Em 2003 a cidade tinha uma população estimada em 22 727 habitantes e uma densidade populacional de 77,06 h/km². Tem uma área total de 294,91 km².
É cidade-irmã de Ibiúna, no Brasil.
Recebeu o estatuto de cidade a 3 de Novembro de 1954.